# Die Sterne blicken herab (Film)
Die Sterne blicken herab (Originaltitel: The Stars Look Down) ist ein britisches Filmdrama, das am 22. Januar 1940 in London seine Erstaufführung erlebte. Es ist die Verfilmung des gleichnamigen Romans von A. J. Cronin aus dem Jahr 1935. Der Film handelt von verschiedenen Ungerechtigkeiten in einer Minengesellschaft in Nordostengland. Der Film, an dessen Drehbuch Cronin selbst mitgeschrieben hatte, zeigt Michael Redgrave als Dave Fenwick und Margaret Lockwood als Jenny Sunley, seine Frau.

## Hintergrund
Der Roman Die Sterne blicken herab (The Stars Look Down) war der erste literarische Welterfolg von A. J. Cronin. Schon wenige Jahre nach dem Erscheinen des Buches begann Carol Reed mit der filmischen Umsetzung. Der Produzent Isidore Goldsmith stellte das für damalige Verhältnisse riesige Budget von 100.000 Pfund Sterling zur Verfügung. Dadurch konnte eine Woche lang ein Kohlebergwerk in Workington in Cumberland als Originalschauplatz dienen. Es wurden Grubenpferde der Cumberland Minen verwendet. Weitere Dreharbeiten wurden in den Twickenham Studios in London und in den Shepperton Studios ausgeführt. Aufwändige Nachbauten der Mine in Workington und der Siedlung der Minenarbeiter sorgten für das nötige Lokalkolorit.

## Kritiken
„Realistische Verfilmung eines sozialkritischen Romans von A. J. Cronin.“

„Carol Reed gelang hier ein unpathetischesr, eindrucksvoller sozialkritischer Report. Das Milieu ist überzeugend eingefangen; die handelnden Personen vertreten zwar Positionen, die durch Herkunft und Klassenzugehörigkeit bestimmt sind, sie bleiben aber dabei stets lebendige, individuelle Menschen, an deren Schicksal man persönlichen Anteil nimmt.“

Von der New York Times wurde der Film auf die Liste der 1000 besten Filme aller Zeiten gesetzt.